# Кальмарсунд
Кальмарсунд (швед. Kalmarsund) — протока у Балтійському морі між південно-східним узбережжям Скандинавського півострову й островом Еланд. Довжина 140 км, ширина від 6 до 24 км. Найбільші швидкості вітрових течій можуть досягати 3—4 км/год. Взимку при сильних морозах замерзає. Через протоку є автомобільний міст Еланд, відкритий у вересні 1972 року.

## Передісторія
Території вздовж Кальмарської протоки мають спадщину неоліту та бронзового віку; крім того, люди мезоліту перетинали протоку по крижаному мосту в ранній голоценовий період, коли льодовики почали відступати від Еланду. Місцем, де відбулося раннє мезолітичне поселення острова Еланд, є Альбі, люди якого мігрували через Кальмарську протоку приблизно за 6000 років до нашої ери та заснували одне з найдавніших відомих мезолітичних сіл у Північній Європі.